# Іванківські ідоли

Іванківські ідоли — три кам'яні статуї з черняхівського поселення, що знаходилося на території сучасного с. Іванківці Ново-Ушицького району Хмельницької області. Досліджено в 1951—1952 роках Інститутом археології АН УРСР під керівництвом Михайла Брайчевського.
У 1956 році в с. Іванківці Новоушицького району археологи М. Брайчевський та В. Довженюк дослідили капище.
Тоді ж були знайдені три антропоморфні кам'яні ідоли. В центрі капища стояла статуя триликого антропоморфного божества. З трьох сторін від капища на однаковій відстані виявили три будівлі, обмазані глиною. В західному та східному будинку містилися вогнища-жертовники. Між ідолами та будівлями розташовані ритуальні ями.
Перший ідол має вигляд чотиригранного грубо обтесаного кам'яного (вапнякового) стовпа із зображенням людських облич, що збереглися з трьох сторін. Довжина частини, що височіла над землею, — 1,8 м, (був закопаний в землю на 0,7 м), ширина 0,4 м.
Друга статуя — чотиригранний сплощений стовп, що представляє людське тіло зі скульптурним, об'ємним зображенням людської голови. Розміри: довжина 2,35 м, ширина 0,52 м, товщина 0,38 м, довжина голови 0,38 м, ширина обличчя по лінії носа 0,27 м. Чітко передані борода, вуса, очі, ніс. На тулубі добре видно зображення рук, складених на грудях, і меча, що йде від правої руки навскіс через тулуб. Помітні подряпини, серед них є зображення, що нагадує «знаки Рюриковичів».
Третя статуя заввишки більше 3 метрів, її тулуб оброблено набагато грубіше, ніж другого ідола, а голова — навпаки — більш ретельно. Добре зображені очі, ніс, рот, підборіддя (або зовсім без бороди, або з дуже короткою борідкою), волосся, вуха.
Поселення займало високий мис між лівим берегом безіменного потічка і правим берегом річки Батіжок. Кам'яні статуї знаходилися в західній частині поселення. Речовий матеріал, зібраний в Іванківцях, складається у першу чергу з гончарної і ліпної кераміки, типової для черняхівської культури. Ніяких речей, що відносяться до часу після черняхівської культури, тут знайдено не було. Поселення має незвичайний характер. Особливостями його є, з одного боку, наявність святилища, а з іншого — яскраво виражена промислова діяльність його мешканців (численні залишки шматків залізного шлаку і криць, обпаленої глини від горна, деревного вугілля).